# غيلبيرتو أرستيزابال
غيلبيرتو أرستيزابال (بالإسبانية: Gilberto Aristizábal)‏ ، من مواليد 8 سبتمبر 1940 ، حكم كرة قدم كولومبي دولي سابق.
حكم في بطولة كأس العالم لكرة القدم 1982.

## وصلات خارجية
- غيلبيرتو أرستيزابال على موقع Soccerway.com (الإنجليزية)